# تپه بهرام‌آباد
تپه بهرام آباد مربوط به عصر مس و سنگ است و در شهرستان همدان، بخش مرکزی، دهستان هگمتانه، چسبیده به ضلع غربی روستای بهرام آباد واقع شده و این اثر در تاریخ ۶ اسفند ۱۳۸۵ با شمارهٔ ثبت ۱۷۴۵۹ به‌عنوان یکی از آثار ملی ایران به ثبت رسیده است.